# Кондолі
Кондолі (груз. კონდოლი) — село в Грузії.
За даними перепису населення 2014 року в селі проживає 2188 осіб.